# Belarus la Concursul Muzical Eurovision 2010
Belarus participă la concursul muzical Eurovision 2010. Reprezentantul acestui stat s-a determinat printr-un proces intern care s-a terminat la 25 februarie 2010. A fost aleasă formația 3+2 (formație). Inițial, se preconiza că melodia cu care ei vor merge la Oslo va fi Far Away, dar ulterior această decizie a fost schimbată și s-a decis că melodia ce reprezintă Belarusul este Butterflies. 